# Oldřichov v Hájích
Oldřichov v Hájích falu Csehországban, Libereci járásban. Oldřichov v Hájích Raspenava, Mníšek, Frýdlant és Hejnice településekkel határos. Lakosainak száma 844 fő (2024. január 1.).

## Népesség
A település lakosságának változását az alábbi diagram mutatja:
| Lakosok száma | 1787 | 1583 | 1321 | 751  | 506  | 454  | 753  | 761  | 788  | 844  |
|               | 1869 | 1890 | 1921 | 1950 | 1980 | 2001 | 2017 | 2019 | 2022 | 2024 |